# 윤잠
윤잠(尹岑, ? ~ 기원전 10년)은 전한 말기의 관료로, 자는 자하(子河)이며 경조윤 두릉현(杜陵縣) 사람이다. 우부풍 윤옹귀의 삼남이다.

## 생애
영시 4년(기원전 13년), 호강교위(護羌校尉)에서 집금오로 승진하였다.
원연 원년(기원전 12년) 후장군으로 전임되었고, 2년 후 죽었다.

## 출전
- 반고, 《한서》
  - 권19하 백관공경표 下
  - 권76 조윤한장양왕전

| 전임 염포 | 전한의 집금오 기원전 13년 ~ 기원전 12년 | 후임 조호 |